# Badische Christlich-Soziale Volkspartei
Die Badische Christlich-Soziale Volkspartei (BCSV) war eine Vorläuferpartei der CDU in Südbaden.

## Geschichte
Die BCSV entstand aus einem Christlich-Sozialer Volksbund genannten Kreis um den Freiburger Gymnasialprofessor Leo Wohleb, dem sich unter anderem der Dekan Augenstein, Rudolf Moosbrugger und Egon Kahles anschlossen. Die Gruppe verstand sich als christlich, ohne wie die Deutsche Zentrumspartei der Weimarer Republik konfessionell gebunden zu sein, und sie trat für ein geeintes Baden ein, das 1945 von den Siegermächten in einen nördlichen US-amerikanisch besetzten und einen südlichen französisch besetzten Teil aufgeteilt wurde. Für eine Neuauflage der Zentrumspartei setzte sich insbesondere Ernst Föhr ein, der vor 1933 Vorsitzender des Zentrums in Baden war. Jedoch setzte sich schnell die Ansicht durch, dass man sich gegenüber den evangelischen Wählern öffnen müsse. Daher achtete man in der entstehenden Gruppe besonders darauf, dass ein konfessioneller Proporz eingehalten wurde.
Als die französische Besatzungsmacht als letzte der Siegermächte in ihrem Besatzungsgebiet die Bildung von Parteien zuließ, entstand aus dieser Gruppe am 16. Dezember 1945 in Freiburg im Breisgau die Badische Christliche Soziale Volkspartei, die im Februar 1946 das offizielle Placet der Franzosen bekam. 1946 wurde sie bei den Kommunalwahlen in Baden stärkste Kraft und erreichte sogar die absolute Mehrheit. Unterdessen waren auch bereits 700 Ortsgruppen entstanden. Geklärt werden musste nun aber das Verhältnis zur CDU, also die Frage, ob man, wie die CSU in Bayern, weiterhin institutionell getrennt agieren oder sich der CDU angliedern wollte. Nach heftiger Diskussion entschloss man sich im April 1947, den Parteinamen in CDU Baden umzuändern, was von der Militärregierung im November gebilligt wurde. Wohleb wurde im Mai 1947 erneut zum Vorsitzenden gewählt und es wurde ein Parteiprogramm verabschiedet, in dem sich die (süd-)badische CDU als Volkspartei und nicht mehr als rein bürgerliche Partei definierte und in dem sie, ähnlich wie die nordrhein-westfälische CDU im Ahlener Programm sogar für die Sozialisierung von Schlüsselindustrien eintrat, eine Position, von der man aber bald wieder Abstand nahm. Bei der Wahl zum Badischen Landtag am 18. Mai 1947 erreichte die Partei 55,9 %, vor den Sozialdemokraten (SPB) mit 22,4 %.
Trotz der Bildung des Landes Baden-Württemberg existierte der Landesverband Südbaden der CDU noch bis 1971, ehe er im Landesverband der CDU Baden-Württemberg aufging. Erst in jenem Jahr wurde ein einheitlicher baden-württembergischer Landesverband begründet. Erster Vorsitzender wurde der bisherige Chef der Südbaden-CDU, Ministerpräsident Hans Filbinger.